# Ednilton Gomes de Soárez
Ednilton Gomes de Soárez (Fortaleza, 27 de dezembro de 1944) é um empresário brasileiro.
Em 1988 recebeu a Medalha do Mérito Santos Dumont, do Ministério da Aeronáutica
Em 1989 foi eleito Homem de Marketing da Região Nordeste pela Revista Marketing.
Em 1990 tornou-se membro honorário da Academia Cearense de Letras - 1990.; 
Foi Presidente do Centro Industrial do Ceará entre 1994 e 1995. Foi membro do Rotary Club de Fortaleza.
Marcou sua gestão na presidência do Centro Industrial do Ceará pelo diálogo com que buscou animar o pensamento empresarial da indústria cearense promovendo naquele fórum, encontros e debates instigantes, dentre os quais citamos o seminário "Novos Paradigmas na Gestão Econômica do Estado", ocorrido em 24.10.95. 
Exerceu o cargo de Secretário da Fazenda do Estado do Ceará entre 1995 e 2002.